# Championnat de Tunisie masculin de volley-ball 1988-1989
Navigation
Saison précédente Saison suivante
Le championnat de Tunisie masculin de volley-ball 1988-1989 est la 34e édition à se tenir depuis 1956. Il est disputé par les douze meilleurs clubs en aller et retour.
Le Club africain met fin au règne du Club sportif sfaxien et remporte son troisième championnat de Tunisie. Dirigée par Mohamed Bahri Trabelsi, l'équipe est constituée de Rachid Boussarsar, Hédi Boussarsar, Rached Ben Krid, Fayçal Ben Amara, Mounir Jelassi, Chamseddine Souayah, Ridha Mdouki, Adel Khechini, Mongi Dhaou, Mounir Barek, Chamseddine Ben Mabrouk et Anis Fazaa. Le Club sportif sfaxien se contente du championnat d'Afrique des clubs.
Quant à la coupe de Tunisie, elle revient au Club olympique de Kélibia aux dépens de l'Avenir sportif de La Marsa.
En bas du tableau, l'Aigle sportif d'El Haouaria, qui continue à faire l'accordéon entre les deux divisions, et le Tunis Air Club rétrogradent alors que l'Étoile sportive du Sahel et l'Union sportive des transports de Sfax reviennent parmi l'élite.

## Division nationale
| Rang | Équipe                            | Points | Matchs | Victoires | Défaites | Sets pour | Sets contre | Ratio SP/SC |
| 1    | Club africain                     | 42     | 22     | 20        | 2        | 62        | 12          | 5.16        |
| 2    | Club sportif sfaxien              | 38     | 22     | 16        | 6        | 53        | 25          | 2.12        |
| 3    | Avenir sportif de La Marsa        | 38     | 22     | 16        | 6        | 54        | 29          | 1.86        |
| 4    | Club olympique de Kélibia         | 38     | 22     | 16        | 6        | 56        | 34          | 1.64        |
| 5    | Espérance sportive de Tunis       | 37     | 22     | 15        | 7        | 53        | 27          | 1.96        |
| 6    | Étoile olympique La Goulette Kram | 32     | 22     | 10        | 12       | 40        | 44          | 0.90        |
| 7    | Saydia Sports                     | 31     | 22     | 9         | 13       | 36        | 47          | 0.76        |
| 8    | Association sportive des PTT Sfax | 30     | 22     | 8         | 14       | 36        | 47          | 0.76        |
| 9    | Zitouna Sports                    | 30     | 22     | 8         | 14       | 30        | 55          | 0.54        |
| 10   | Club sportif de Hammam Lif        | 28     | 22     | 6         | 16       | 29        | 54          | 0.53        |
| 11   | Tunis Air Club                    | 27     | 22     | 5         | 17       | 21        | 56          | 0.37        |
| 12   | Aigle sportif d'El Haouaria       | 26     | 22     | 4         | 18       | 24        | 57          | 0.42        |

## Division 2
Treize clubs répartis en deux poules participent à cette compétition.

### Poule A
- 1er : Étoile sportive de Radès
- 2e : Fatah Hammam El Ghezaz
- 3e : Association sportive des PTT
- 4e : Union sportive de Carthage
- 5e : Club sportif de Jendouba
- 6e : Union sportive de Bousalem
- 7e : Union sportive de Borj Cédria

### Poule B
- 1er : Étoile sportive du Sahel
- 2e : Union sportive des transports de Sfax
- 3e : Stade sportif sfaxien
- 4e : Union sportive monastirienne
- 5e : Gazelec sport de Tunis
- 6e : Étoile sportive de Métlaoui
- Non engagés : Association sportive des PTT Kairouan, Club athlétique bizertin et Wided athlétique de Montfleury

### Tournoi d'accession
Les deux premiers montent en division nationale :
- 1er : Étoile sportive du Sahel
- 2e : Union sportive des transports de Sfax
- 3e : Étoile sportive de Radès
- 4e : Fatah Hammam El Ghezaz

L'Étoile sportive du Sahel est dirigée par Wortek Szuppe et comprend Moneim Ben Ali, Fadhel Baccouche, Habib Temimi, Ahmed Ben Romdhane, Hichem Ben Romdhane, Salem Jelloyuli, Fethi Chaouache, Mohamed Sayezd Fayala, Mohamed Chatbouri, Hichem Zbidi, Makrem Temimi, Yousri Handous, Adel Zayane, Habib Sassi, Kais Slama et Tijani Kachlef. L'Union sportive des transports de Sfax, dirigée par Mohamed Trabelsi, compte un effectif composé de Tarek Ben Cheikha, Amine Hamdi, Abdelaziz Keskes, Tarek Mchirgui, Ghazi Koubâa, Slim Ouali, Mohamed Gharbi, Abdelkrim Farhat, Taha Friji, Thamer Ben Salem, Hamadi Ben Mabrouk, Lassaad Bouattour et Slim Chebbi.